# خيرمان كاستيلو
خيرمان كاستيلو (بالإسبانية: Germán Castillo) (19 أكتوبر 1977 في الأرجنتين - ) هو لاعب كرة قدم أرجنتيني في مركز الوسط. لعب مع جيمناسيا لابلاتا وخميناسيا خوخوي وسيرو بورتينيو ونادي لانوس وهوراكان ويونيون دي سانتا في وديبورتيفو كوينكا وJuventud Antoniana ‏ ونادي أولميدو.

## وصلات خارجية
- خيرمان كاستيلو على موقع إي إس بي إن إف سي (الإنجليزية)
- خيرمان كاستيلو على موقع قاعدة بيانات كرة القدم.إي يو (الإنجليزية)
- خيرمان كاستيلو على موقع Soccerway.com (الإنجليزية)